# 2. Wasserball-Liga 2013/14
Die Saison 2013/14 der 2. Wasserball-Liga war die achte Spielzeit der zweithöchsten deutschen Spielklasse im Wasserball als viergleisige Liga (Nord, Ost, West und Süd).
Meister wurden im Norden die SpVg Laatzen, im Osten die tschechische Gastmannschaft von Stepp Praha, im Westen die Zweitvertretung vom ASC Duisburg und im Süden die SGW Leimen/Mannheim.
In der Aufstiegsrunde setzten sich die Meister SpVg Laatzen (Nord) und SGW Leimen/Mannheim (Süd) gegen den dritten aus dem Westen der SGW Solingen/Wuppertal durch und stiegen in die Deutsche Wasserball-Liga auf. Aus dem Osten nahm keine Mannschaft ihr Teilnahmerecht am Aufstiegsturnier wahr.

## Nord
Im Norden wurde in der Vorrunde im Modus „Jeder gegen Jeden“ in einer Hin- und einer Rückrunde gespielt. Danach wurden die Ergebnisse der Zweitvertretung der SpVg Laatzen gelöscht und die ersten vier Mannschaften der nun korrigierten Tabelle zogen in die Play-off Endrunde ein. In dieser sicherte sich die SpVg Laatzen den Norddeutschen Meistertitel. In der Aufstiegsrunde zur Deutschen Wasserball-Liga belegte Laatzen den ersten Platz und stieg ins Oberhaus auf. Absteiger aus der 2. Wasserball-Liga Nord gab es in dieser Saison nicht.

### Vorrunde

#### Abschlusstabelle
| Pl. | Verein                        | Sp. | S  | U | N  | Tore    | Diff. | Punkte |
| --- | ----------------------------- | --- | -- | - | -- | ------- | ----- | ------ |
| 1.  | Poseidon Hamburg              | 12  | 11 | 0 | 1  | 151:790 | +72   | 22:20  |
| 2.  | Waspo 98 Hannover II          | 12  | 9  | 0 | 3  | 122:870 | +35   | 18:60  |
| 3.  | SpVg Laatzen                  | 12  | 7  | 1 | 4  | 172:980 | +74   | 15:90  |
| 4.  | White Sharks Hannover II      | 12  | 7  | 1 | 4  | 120:106 | +14   | 15:90  |
| 5.  | Hellas 1899 Hildesheim        | 12  | 4  | 0 | 8  | 109:130 | −21   | 08:16  |
| 6.  | SpVg Laatzen II               | 12  | 2  | 0 | 10 | 113:180 | −67   | 04:20  |
| 7.  | Hamburger Turnerbund von 1862 | 12  | 1  | 0 | 11 | 079:186 | −107  | 02:22  |

#### Kreuztabelle
Die Kreuztabelle stellt die Ergebnisse aller Spiele dieser Saison dar. Die Heimmannschaft ist in der linken Spalte aufgelistet und die Gastmannschaft in der obersten Reihe.
| Nord 30. November 2013 – 18. Mai 2014 | Nord 30. November 2013 – 18. Mai 2014 | Poseidon Hamburg | Waspo 98 Hannover II | SpVg Laatzen | White Sharks Hannover II | Hellas 1899 Hildesheim | SpVg Laatzen II | Hamburger Turnerbund von 1862 |
| ------------------------------------- | ------------------------------------- | ---------------- | -------------------- | ------------ | ------------------------ | ---------------------- | --------------- | ----------------------------- |
| 01.                                   | Poseidon Hamburg                      |                  | [ N 1 ]              | 10:60        | 8:6                      | 11:60                  | 14:80           | 16:40                         |
| 02.                                   | Waspo 98 Hannover II                  | 8:5              |                      | 11:80        | 15:90                    | 12:50                  | 12:20           | [ N 2 ]                       |
| 03.                                   | SpVg Laatzen                          | 13:14            | [ N 3 ]              |              | 11:12                    | 15:11                  | 24:80           | 19:70                         |
| 04.                                   | White Sharks Hannover II              | 09:10            | 08:16                | 7:7          |                          | 11:60                  | 10:40           | 14:80                         |
| 05.                                   | Hellas 1899 Hildesheim                | 09:10            | 11:70                | 07:13        | 07:16                    |                        | 14:10           | 13:80                         |
| 06.                                   | SpVg Laatzen II                       | 12:19            | 13:18                | 06:21        | 06:12                    | 09:13                  |                 | 20:10                         |
| 07.                                   | Hamburger Turnerbund von 1862         | 04:22            | 06:13                | 05:25        | 06:12                    | 8:7                    | 13:15           |                               |

1. ↑  Poseidon Hamburg – Waspo 98 Hannover II (1. Spieltag); Wertung 2:0 Punkte und 10:0 Tore für Hamburg, Hannover trat nicht an.
2. ↑  Waspo 98 Hannover II – Hamburger Turnerbund von 1862 (11. Spieltag); Wertung 2:0 Punkte und 10:0 Tore für Hannover, Hamburg trat nicht an.
3. ↑  SpVg Laatzen – Waspo 98 Hannover II (10. Spieltag); Wertung 2:0 Punkte und 10:0 Tore für Laatzen, Hannover trat nicht an.

#### Abschlusstabelle Play-off
| Pl. | Verein                        | Sp. | S | U | N | Tore    | Diff. | Punkte |
| --- | ----------------------------- | --- | - | - | - | ------- | ----- | ------ |
| 1.  | Poseidon Hamburg              | 10  | 9 | 0 | 1 | 118:590 | +59   | 18:20  |
| 2.  | Waspo 98 Hannover II          | 10  | 7 | 0 | 3 | 092:720 | +20   | 14:60  |
| 3.  | SpVg Laatzen                  | 10  | 5 | 1 | 4 | 127:840 | +43   | 11:90  |
| 4.  | White Sharks Hannover II      | 10  | 5 | 1 | 4 | 098:960 | +2    | 11:90  |
| 5.  | Hellas 1899 Hildesheim        | 10  | 2 | 0 | 8 | 082:111 | −29   | 04:16  |
| 6.  | Hamburger Turnerbund von 1862 | 10  | 1 | 0 | 9 | 056:151 | −95   | 02:18  |

 Teilnehmer an der Play-off Endrunde

### Play-off-Endrunde

#### Halbfinale
Modus: Best-of-Three
Termine: 21. Mai 2014 (1. Spiel), 24. Mai 2014 (2. Spiel) und 25. Mai 2014 (3. Spiel)
Die erstgenannte Mannschaft hatte nur im 1. Spiel Heimrecht.
| Paarung                  | Paarung | Paarung              | 1.    | 2.    | 3.  |
| ------------------------ | ------- | -------------------- | ----- | ----- | --- |
| White Sharks Hannover II | –       | Poseidon Hamburg     | 10:90 | 13:70 | ––– |
| SpVg Laatzen             | –       | Waspo 98 Hannover II | 11:20 | 5:8   | 5:4 |

#### Spiel um Platz 3
Termin:  13. Juni 2014 (Hamburg)
| Paarung          | Paarung | Paarung              | Ergebnis |
| ---------------- | ------- | -------------------- | -------- |
| Poseidon Hamburg | –       | Waspo 98 Hannover II | 14:11    |

#### Finale
Modus: Best-of-Three
Termine: 11. Juni 2014 (Hannover) und 15. Juni 2014 (Laatzen)
| Paarung                  | Paarung | Paarung      | 1.   | 2.   | 3.  |
| ------------------------ | ------- | ------------ | ---- | ---- | --- |
| White Sharks Hannover II | –       | SpVg Laatzen | 5:16 | 6:11 | ––– |

 Norddeutscher Meister und Qualifikant für die Aufstiegsrunde zur DWL

## Ost
Im Osten wurde der Meister im Modus „Jeder gegen Jeden“ in einer Hin- und einer Rückrunde ermittelt. Den Titel sicherte sich die tschechische Gastmannschaft von Stepp Praha. Da Praha nicht aufstiegsberechtigt war, hätten die nachfolgenden Mannschaften an der Aufstiegsrunde zur Deutschen Wasserball-Liga teilnehmen können. Diese verzichteten jedoch allesamt auf die Aufstiegsrunde bzw. auf einen eventuellen Aufstieg ins Oberhaus. Nach der Saison zog die SG Neukölln Berlin seine Zweitvertretung in die Verbandsliga Berlin zurück.

### Abschlusstabelle
| Pl. | Verein                         | Sp. | S  | U | N  | Tore    | Diff. | Punkte |
| --- | ------------------------------ | --- | -- | - | -- | ------- | ----- | ------ |
| 1.  | Stepp Praha                    | 14  | 12 | 1 | 1  | 193:103 | +90   | 25:30  |
| 2.  | SGW Brandenburg                | 14  | 11 | 1 | 2  | 174:980 | +76   | 23:50  |
| 3.  | Wasserball-Union Magdeburg (A) | 14  | 10 | 2 | 2  | 173:116 | +57   | 22:60  |
| 4.  | SG Neukölln Berlin II          | 14  | 8  | 0 | 6  | 161:125 | +36   | 16:12  |
| 5.  | SGW Dresden                    | 14  | 6  | 0 | 8  | 142:148 | −6    | 12:16  |
| 6.  | HSG TH Leipzig                 | 14  | 4  | 1 | 9  | 125:158 | −33   | 09:19  |
| 7.  | SV Zwickau 04                  | 14  | 1  | 1 | 12 | 103:205 | −102  | 03:25  |
| 8.  | SC Chemnitz 1892               | 14  | 1  | 0 | 13 | 080:198 | −118  | 02:26  |

 Ostdeutscher Meister 
  SG Neukölln Berlin II zog seine Mannschaft nach der Saison in die Verbandsliga Berlin zurück 
 (A) Absteiger aus der Deutschen Wasserball-Liga

### Kreuztabelle
Die Kreuztabelle stellt die Ergebnisse aller Spiele dieser Saison dar. Die Heimmannschaft ist in der linken Spalte aufgelistet und die Gastmannschaft in der obersten Reihe.
| Ost 23. November 2013 – 18. Mai 2014 | Ost 23. November 2013 – 18. Mai 2014 | Praha | BRB   | Wasserball-Union Magdeburg | SG Neukölln Berlin II | DD    | HSG TH Leipzig | SV Zwickau 04 | SC Chemnitz 1892 |
| ------------------------------------ | ------------------------------------ | ----- | ----- | -------------------------- | --------------------- | ----- | -------------- | ------------- | ---------------- |
| 01.                                  | Stepp Praha                          |       | 09:12 | 14:14                      | 14:90                 | 10:20 | 14:90          | 17:50         | 17:40            |
| 02.                                  | SGW Brandenburg                      | 7:9   |       | 8:4                        | 13:80                 | 8:7   | 08:10          | 14:40         | 27:30            |
| 03.                                  | Wasserball-Union Magdeburg           | 04:13 | 10:10 |                            | 12:70                 | 20:40 | 12:80          | 19:50         | 16:80            |
| 04.                                  | SG Neukölln Berlin II                | 03:18 | 07:12 | 09:13                      |                       | 19:60 | 19:60          | 11:70         | 16:30            |
| 05.                                  | SGW Dresden                          | 10:11 | 07:11 | 10:15                      | 08:11                 |       | 10:80          | 23:60         | 13:50            |
| 06.                                  | HSG TH Leipzig                       | 06:17 | 11:14 | 7:8                        | 03:14                 | 13:14 |                | 13:13         | 10:80            |
| 07.                                  | SV Zwickau 04                        | 11:18 | 07:12 | 09:13                      | 05:14                 | 06:12 | 08:12          |               | 7:9              |
| 08.                                  | SC Chemnitz 1892                     | 07:12 | 02:18 | 04:13                      | 05:14                 | 05:16 | 7:8            | 10:11         |                  |

## West
Im Westen wurde der Meister im Modus „Jeder gegen Jeden“ in einer Hin- und einer Rückrunde ermittelt. Den Titel sicherte sich die Bundesliga-Zweitvertretung vom ASC Duisburg. Da Duisburg sowie die auf den zweiten Platz eingekommene Zweitvertretung vom SV Krefeld 72 nicht aufstiegsberechtigt waren, nahm der Dritte die SGW Solingen/Wuppertal an der Aufstiegsrunde zur Deutschen Wasserball-Liga teil. In dieser belegten sie den dritten Platz und verpassten den Aufstieg ins Oberhaus. Absteigen in die Oberliga musste die SGW Rote Erde/SV Brambauer und die Zweitvertretung vom Duisburger SV 98.

### Abschlusstabelle
| Pl. | Verein                         | Sp. | S  | U | N  | Tore    | Diff. | Punkte |
| --- | ------------------------------ | --- | -- | - | -- | ------- | ----- | ------ |
| 1.  | ASC Duisburg II                | 18  | 14 | 0 | 4  | 258:140 | +118  | 28:80  |
| 2.  | SV Krefeld 72 II               | 18  | 12 | 0 | 6  | 193:161 | +32   | 24:12  |
| 3.  | SGW Solingen/Wuppertal *       | 18  | 9  | 2 | 7  | 198:170 | +28   | 20:16  |
| 4.  | SGW Köln (A)                   | 18  | 8  | 3 | 7  | 168:157 | +11   | 19:17  |
| 5.  | Düsseldorfer SC 1898 (M)       | 18  | 9  | 1 | 8  | 195:192 | +3    | 19:17  |
| 6.  | SV Lünen 08 (N)                | 18  | 7  | 3 | 8  | 180:225 | −45   | 17:19  |
| 7.  | SV Bayer Uerdingen 08 II       | 18  | 7  | 2 | 9  | 185:194 | −9    | 16:20  |
| 8.  | SV Rheinhausen                 | 18  | 6  | 3 | 9  | 165:195 | −30   | 15:21  |
| 9.  | SGW Rote Erde/SV Brambauer (A) | 18  | 6  | 1 | 11 | 161:183 | −22   | 13:23  |
| 10. | Duisburger SV 98 II            | 18  | 4  | 1 | 13 | 165:251 | −86   | 09:27  |

 Westdeutscher Meister 
  Qualifikant für die Aufstiegsrunde zur DWL 
  Absteiger in die Oberliga 
 (M) Westdeutscher Meister der Vorsaison 
 (A) Absteiger aus der Deutschen Wasserball-Liga 
 (N) Aufsteiger aus der Oberliga 
 (*) Die SGW Solingen/Wuppertal bildete sich aus dem SC Solingen und der Wasserfreunde Wuppertal.

### Kreuztabelle
Die Kreuztabelle stellt die Ergebnisse aller Spiele dieser Saison dar. Die Heimmannschaft ist in der linken Spalte aufgelistet und die Gastmannschaft in der obersten Reihe.
| West 17. November 2013 – 25. Juni 2014 | West 17. November 2013 – 25. Juni 2014 | ASC Duisburg II | SV Krefeld 72 II | SGW Solingen/Wuppertal | Köln  | DSC   | SV Lünen 08 | SV Bayer Uerdingen 08 II | SV Rheinhausen | SGW Rote Erde/SV Brambauer | Duisburger SV 98 II |
| -------------------------------------- | -------------------------------------- | --------------- | ---------------- | ---------------------- | ----- | ----- | ----------- | ------------------------ | -------------- | -------------------------- | ------------------- |
| 01.                                    | ASC Duisburg II                        |                 | 05:21            | 13:70                  | 14:90 | 20:30 | 20:40       | 13:60                    | 17:50          | 15:50                      | 24:70               |
| 02.                                    | SV Krefeld 72 II                       | 06:12           |                  | 12:60                  | 13:70 | 16:90 | 14:90       | 10:60                    | 13:80          | 7:6                        | 15:11               |
| 03.                                    | SGW Solingen/Wuppertal                 | 08:12           | [ W 1 ]          |                        | 10:10 | 14:10 | 14:80       | 13:60                    | 11:40          | 14:80                      | 13:70               |
| 04.                                    | SGW Köln                               | 7:6             | 8:30             | 11:90                  |       | 12:80 | 7:6         | [ W 2 ]                  | 08:10          | 09:11                      | 10:50               |
| 05.                                    | Düsseldorfer SC 1898                   | 08:20           | 11:10            | 13:10                  | 08:11 |       | 6:9         | 16:70                    | 17:60          | 9:5                        | 10:15               |
| 06.                                    | SV Lünen 08                            | 07:20           | 13:11            | 12:11                  | 16:16 | 10:17 |             | 9:9                      | 05:13          | 16:11                      | 12:10               |
| 07.                                    | SV Bayer Uerdingen 08 II               | 18:12           | 7:8              | 11:12                  | 10:80 | 11:11 | 16:60       |                          | 15:90          | 10:90                      | 16:15               |
| 08.                                    | SV Rheinhausen                         | 07:18           | 8:9              | 13:13                  | 6:5   | 04:11 | 12:12       | 11:90                    |                | 8:9                        | 15:40               |
| 09.                                    | SGW Rote Erde/SV Brambauer             | [ W 3 ]         | 11:12            | 10:15                  | 9:7   | 6:8   | 10:13       | 12:11                    | 10:10          |                            | 13:70               |
| 10.                                    | Duisburger SV 98 II                    | 02:17           | 14:13            | 10:80                  | 13:13 | 06:20 | 08:13       | 10:17                    | 09:16          | 12:60                      |                     |

1. ↑  SGW Solingen/Wuppertal – SV Krefeld 72 II ; Wertung 2:0 Punkte und 10:0 Tore für Solingen/Wuppertal, Krefeld trat nicht an.
2. ↑  SGW Köln – SV Bayer Uerdingen 08 II ; Wertung 2:0 Punkte und 10:0 Tore für Köln, Uerdingen trat nicht an.
3. ↑  SGW Rote Erde/SV Brambauer – ASC Duisburg II 5:11 im dritten Viertel abgebrochen ; Wertung 2:0 Punkte und 10:0 Tore für SGW Rote Erde/SV Brambauer, Schiedsrichter fühlten sich vom Duisburger Trainer belästigt.

## Süd
Im Süden wurde der Meister im Modus „Jeder gegen Jeden“ in einer Hin- und einer Rückrunde ermittelt. Den Titel sicherte sich souverän die SGW Leimen/Mannheim, die lediglich beim Unentschieden in Ludwigsburg einen Punkt abgab. In der Aufstiegsrunde zur Deutschen Wasserball-Liga belegte Leimen/Mannheim den zweiten Platz und stieg ins Oberhaus auf. Absteiger aus der 2. Wasserball-Liga Süd gab es in dieser Saison nicht.

### Abschlusstabelle
| Pl. | Verein                    | Sp. | S  | U | N  | Tore    | Diff. | Punkte |
| --- | ------------------------- | --- | -- | - | -- | ------- | ----- | ------ |
| 1.  | SGW Leimen/Mannheim       | 16  | 15 | 1 | 0  | 225:124 | +101  | 31:10  |
| 2.  | SV Ludwigsburg 08         | 16  | 12 | 1 | 3  | 183:157 | +26   | 25:70  |
| 3.  | SV Würzburg 05            | 16  | 9  | 0 | 7  | 176:155 | +21   | 18:14  |
| 4.  | VfB Friedberg             | 16  | 7  | 2 | 7  | 157:157 | ±0    | 16:16  |
| 5.  | Erster Frankfurter SC *   | 16  | 7  | 1 | 8  | 133:159 | −26   | 15:17  |
| 6.  | WSV Vorwärts Ludwigshafen | 16  | 5  | 3 | 8  | 180:185 | −5    | 13:19  |
| 7.  | SG Stadtwerke München     | 16  | 6  | 0 | 10 | 161:168 | −7    | 12:20  |
| 8.  | 1. BSC Pforzheim          | 16  | 5  | 2 | 9  | 156:177 | −21   | 12:20  |
| 9.  | WV Darmstadt 70           | 16  | 0  | 2 | 14 | 139:228 | −89   | 02:30  |

 Süddeutscher Meister und Qualifikant für die Aufstiegsrunde zur DWL 
 (*) Der Erste Frankfurter SC übernahm den Platz der SGW Frankfurt/Offenbach, die seitens des EOSC Offenbach aufgelöst wurde.

### Kreuztabelle
Die Kreuztabelle stellt die Ergebnisse aller Spiele dieser Saison dar. Die Heimmannschaft ist in der linken Spalte aufgelistet und die Gastmannschaft in der obersten Reihe.
| Süd 9. November 2013 – 5. Juli 2014 | Süd 9. November 2013 – 5. Juli 2014 |       | SV Ludwigsburg 08 | SV Würzburg 05 | VfB Friedberg | Erster Frankfurter SC | WSV   | SG Stadtwerke München | PFO   | WV Darmstadt 70 |
| ----------------------------------- | ----------------------------------- | ----- | ----------------- | -------------- | ------------- | --------------------- | ----- | --------------------- | ----- | --------------- |
| 01.                                 | SGW Leimen/Mannheim                 |       | 24:90             | 18:60          | 13:70         | 14:60                 | 15:11 | 17:80                 | 9:4   | 19:12           |
| 02.                                 | SV Ludwigsburg 08                   | 8:8   |                   | 10:90          | 11:60         | 12:80                 | 14:90 | 13:10                 | 14:40 | 16:12           |
| 03.                                 | SV Würzburg 05                      | 08:10 | 7:9               |                | 11:60         | 11:90                 | 11:70 | 10:90                 | 15:11 | 22:80           |
| 04.                                 | VfB Friedberg                       | 6:8   | 09:13             | 9:8            |               | 15:60                 | 11:11 | 11:90                 | 13:10 | 12:70           |
| 05.                                 | Erster Frankfurter SC               | 07:14 | 6:5               | 9:8            | 7:6           |                       | 8:8   | 6:5                   | 9:4   | 14:80           |
| 06.                                 | WSV Vorwärts Ludwigshafen           | 11:12 | 12:14             | 10:11          | 14:17         | 17:90                 |       | 11:10                 | 16:11 | 11:10           |
| 07.                                 | SG Stadtwerke München               | 07:14 | 11:80             | 09:20          | 7:8           | 14:70                 | 12:80 |                       | 8:4   | 17:10           |
| 08.                                 | 1. BSC Pforzheim                    | 08:12 | 12:13             | 10:70          | 14:13         | 11:10                 | 11:11 | 15:12                 |       | 20:80           |
| 09.                                 | WV Darmstadt 70                     | 06:18 | 10:14             | 11:12          | 8:8           | 07:12                 | 09:13 | 06:13                 | 7:7   |                 |

## Aufstiegsrunde in Leimen
In der Aufstiegsrunde zur Deutschen Wasserball-Liga (DWL) im Leimener Bäderpark trafen die Meister der Liga Nord (SpVg Laatzen) und Süd (SGW Leimen/Mannheim), sowie der Dritte aus dem Westen (SGW Solingen/Wuppertal) aufeinander. Bereits nach dem ersten Tag standen mit Laatzen und Leimen/Mannheim nach Siegen gegen Solingen/Wuppertal die Aufsteiger in die DWL fest. Aus dem Osten nahm keine Mannschaft ihr Aufstiegsrecht wahr.

### Spiele
| Paarung                | Paarung | Paarung                | Ergebnis |
| ---------------------- | ------- | ---------------------- | -------- |
| Samstag: 19. Juli 2014 |         |                        |          |
| SpVg Laatzen           | –       | SGW Solingen/Wuppertal | 15:30    |
| SGW Leimen/Mannheim    | –       | SGW Solingen/Wuppertal | 12:60    |
| Sonntag: 20. Juli 2014 |         |                        |          |
| SGW Leimen/Mannheim    | –       | SpVg Laatzen           | 02:15    |

### Abschlusstabelle
| Pl. | Verein                 | Sp. | S | U | N | Tore    | Diff. | Punkte |
| --- | ---------------------- | --- | - | - | - | ------- | ----- | ------ |
| 1.  | SpVg Laatzen           | 2   | 2 | 0 | 0 | 030:500 | +25   | 04:0   |
| 2.  | SGW Leimen/Mannheim    | 2   | 1 | 0 | 1 | 014:210 | −7    | 02:20  |
| 3.  | SGW Solingen/Wuppertal | 2   | 0 | 0 | 2 | 009:270 | −18   | 0:40   |

 Aufsteiger in die Deutsche Wasserball-Liga